# Dachsköpfe
Die Dachsköpfe im Gemeindegebiet von Osterspai im Rhein-Lahn-Kreis (Rheinland-Pfalz) sind zwei Erhebungen, Großer Dachskopf (456,6 m ü. NHN) als Hauptgipfel im Mittelrheintaunus und Kleiner Dachskopf (ca. 442,5 m), im Taunus.

## Geographie

### Lage
Die Dachsköpfe erheben sich im Westlichen Hintertaunus. Im Einrich liegen sie im östlichen Gebiet der Ortsgemeinde Osterspai zwischen den Ortsgemeinden Dahlheim im Südsüdwesten und Dachsenhausen im Nordosten. Der Große Dachskopf im Süden und der Kleine Dachskopf im Norden sind knapp 500 m voneinander entfernt.
Bis auf den West- und Nordhang der Dachsköpfe reichen Teile des Naturparks Nassau mit solchen des Vogelschutzgebiets Mittelrheintal (VSG-Nr. 5711-401; 151,53 km² groß). Westlich vorbei an den bewaldeten Dachsköpfen verläuft die Landesstraße 334 (Dahlheim–Dachsenhausen). Nordöstlich liegt der knapp 1,5 km entfernte Hohe Wald (441,1 m).

### Naturräumliche Zuordnung
Die Dachsköpfe gehören in der naturräumlichen Haupteinheitengruppe Taunus (Nr. 30) und in der Haupteinheit Westlicher Hintertaunus (304) zur Untereinheit Mittelrheintaunus (304.6). Nach Südwesten fällt die Landschaft in die Untereinheit St. Goarer Tal (290.2) und nach Westen bis Nordwesten in die Untereinheit Bopparder Schlingen (290.3) ab, die in der Haupteinheitengruppe Mittelrheingebiet (Nr. 29) zur Haupteinheit Oberes Mittelrheintal (290) gehören.

### Fließgewässer
Als Quellbäche des Rhein-Nebenflusses Wellmicher Bach entspringen südwestlich vom Großen Dachskopf der Dahlheimer Bach und östlich vom Kleinen Dachskopf der Reichelsteiner Bach, westlich beider Erhebungen liegen die Ursprünge des Rhein-Nebenflusses Dinkholder Bach und dessen Zufluss Mehlbach und nördlich des Kleinen Dachskopfs entspringt der Spalter Bach als Zufluss des Rhein-Nebenflusses Mühlbach (Großer Bach).